# Argynnis geisha
Argynnis geisha är en fjärilsart som beskrevs av Arthur Francis Hemming 1941. Argynnis geisha ingår i släktet Argynnis och familjen praktfjärilar. Inga underarter finns listade i Catalogue of Life.